# Kościół św. Wawrzyńca w Gozdnicy
Kościół pw. Świętego Wawrzyńca w Gozdnicy – rzymskokatolicki kościół parafialny w Gozdnicy, w powiecie żagańskim, w województwie lubuskim. Należy do dekanatu Łęknica diecezji zielonogórsko-gorzowskiej. Mieści się przy ulicy Kombatantów.

## Historia
Świątynia została wybudowana jako kościół ewangelicki. Ówczesny pastor Richard Darr na budowę kościoła uzyskał pomoc i dofinansowanie od konsystorza luterańskiego z Wrocławia i rządu rejencji legnickiej. Dwie gozdnickie firmy ufundowały cegły i dachówki. Patronka hrabina Ema von Liittichau (Borowe) ofiarowała drewno na budowę świątyni, właściciele furmanek oddali nieodpłatnie zaprzęgi dla potrzeb budowy, zborownicy prowadzili zbiórkę na nowy fundusz budowy świątyni. Projekt świątyni został opracowany przez architekta Iwana z Berlina, prace budowlane były prowadzone przez firmę braci Besser, kierownikiem budowy został wybrany mistrz ciesielski Huckauf. 
W dniu 22 września 1929 roku został wmurowany kamień węgielny. Pod koniec 1929 roku budowla została ukończona w stanie surowym (była zamaskowana kolorowym klinkierem). Budowla składała się z nawy, łączących się z nim od strony zachodniej prezbiterium i zakrystii oraz wieży od strony wschodniej. Zakłady stalowe w Bochum ufundowały trzy nowe dzwony dla świątyni. Okna zostały wyprodukowane w firmie Gerstner und Weise z Görlitz, natomiast gozdniccy mistrzowie stolarscy Gebauer, Girke i Dietrich z Gozdnicy wykonali w nawie i na emprze 466 miejsc do siedzenia; sufit i ściany pomalowali mistrzowie malarscy Hoffmann, Jesche i Krampf, firma Kolanoski wykonała razem z gazownią ogrzewanie gazowe. Organy zostały ufundowane przez firmę Hinze z Żar. Po wykonaniu wszystkich prac w dniu 27 września 1930 roku świątynia została otwarta.
Świątynia szczęśliwie przetrwała okres II wojny światowej. Po 1945 została przejęta przez katolików i otrzymała obecne wezwanie.